# 알렉산더 폰 헤센다름슈타트 대공자
알렉산더 폰 헤센다름슈타트 공자(독일어: Alexander Ludwig Georg Friedrich Emil von Hessen-Darmstadt, 1823년 6월 15일 ~ 1888년 12월 15일)는 독일의 군인이다. 바스 훈장 보유자, 바텐베르크가의 시조이며 현재의 영국 왕위 후계자, 스페인의 왕가는 그의 후손이다.

## 생애
알렉산더는 헤센의 루트비히 2세 대공과 헤센 대공비 빌헬미네의 4남(다섯째)으로 다름슈타트에서 태어났다. 대공이 자신의 아이로 인정하긴 했으나, 여동생 마리아와 함께 대공의 자녀가 아니라 어머니의 혼외자식이라는 것이 공공연한 사실로 받아들여졌고, 여동생과 함께 하이젠베르크 성에서 자랐다. 성장하면서 알렉산더는 일반적인 왕족들처럼 군인이되어고, 여동생이 있던 러시아 군에 소속되어 화려한 전력을 거듭했다. 그는 훗날 성 게오르기 십자 훈장을 황제로부터 하사 받았다. 여동생 마리가 황태자비인 것이 그에게 불리한 조건이 아니었다는 사실이다.
이대로 아무일 없었다면 그의 출세는 보장되었겠지만, 여동생의 시녀 율리아 하우케와의 로맨스로 출세길은 막을 내렸다. 율리아는 독일계 폴란드 인 여성으로, 황제가 입명한 폴란드 국방차관 한스 모리츠 하우케 백작의 딸이었다. 당시 니콜라이 1세는 자신의 조카를 알렉산더와 결혼 시키려는 마음이 있었기에, 더욱 이 로맨스를 금기 시키고 둘의 결혼을 허락하지 않았다. 유럽의 통치군주 가문의 일원이 백작 정도의 하류 귀족과 결혼하는 것같은 일은 있을 수 없는 일이었다.
알렉산더는 자신의 미래를 위해 영국에 건너가지만, 곧 러시아로 되돌아와 상트페테르부르크로 율리아와 사랑의 도피를 했다. 두 사람은 1851년에 프로이센의 브레슬라우에서 정식으로 결혼했다. 두 사람은 헤센에 돌아 왔지만, 알렉산더의 맏형 루트비히 3세 폰 헤센 대공은 율리아의 낮은 신분을 그리 달가워하지 않았다.
율리아는 대공으로부터 "바텐베르크 백작"(알렉산더 부부가 첫 은둔했던, 헤센 북부의 작은 마을의 이름에 연유)의 칭호를 수여받았지만, 알렉산더와 부부의 아이들은 헤센 계승권을 인정받지 못하게 되었다. 율리아는 훗날 바텐베르크 공비로 승격되어, 그 자녀들은 바텐베르크 공자, 공녀의 칭호를 받게 된다. 상속 권한이 없는 부부는 다름슈타트의 하일리젠베르크 성에서 조용한 생활을 보냈다. 알렉산더는 1888년에 사망했고, 율리아는 7년 후에 숨졌다.

## 자녀
| 사진 | 이름          | 생일            | 사망                   | 기타                                              |
| ---- | ------------- | --------------- | ---------------------- | ------------------------------------------------- |
|      | 마리아        | 1852년 2월 15일 | 1923년 6월 20일(71세)  | 구스타프 폰 에어바흐쇤베르크 공과 결혼, 3남 1녀   |
|      | 루트비히      | 1854년 5월 24일 | 1921년 9월 11일(67세)  | 빅토리아 폰 헤센다름슈타트 대공녀와 결혼, 2남 2녀 |
|      | 알렉산더      | 1857년 4월 5일  | 1893년 10월 23일(36세) | 요한나 로이싱거와 결혼, 1남 1녀                   |
|      | 하인리히      | 1858년 10월 5일 | 1896년 1월 20일(37세)  | 영국 공주 베아트리스와 결혼, 3남 1녀              |
|      | 프란츠 요제프 | 1861년 9월 24일 | 1924년 7월 31일        | 몬테네그로 공주 아나와 결혼, 자녀 없음.           |